# 斯蒂芬妮·格里沙姆
斯蒂芬妮·格里沙姆（1976年7月23日—），是美國女性政治人物。2019年至2020年擔任第32屆白宮新聞秘書，接著先後擔任第一夫人梅拉尼婭的新聞秘書和幕僚長。
在2021年美國國會大廈遭衝擊事件後，她於2021年1月6日辭職。2021年9月，她宣佈出版關於她在川普政府工作期間的書《I'll Take Your Questions Now》。